# 하우사인
하우사인(Hausa)은 서아프리카에 사는 흑인 민족으로 현재 약 8,600만 명 정도가 있다. 나이지리아 북부와 니제르 남부 지역의 사헬 지대에 걸쳐 살며, 그 주변국에도 일부 분포하고 있다. 언어는 하우사어, 종교는 이슬람교이다.
전통적으로 작은 마을이나 식민지 이전부터 있던 역사 깊은 도시에 살면서 작물을 재배하거나 소 등의 가축을 치면서 살았고, 귀족 지위의 상징인 승마술 문화가 있다. 서아프리카의 넓은 지역에서 지역 경제나 장거리 무역에 참여했다. 이들은 아프리카아시아어족 차드어파에 속하는 하우사어를 구사한다.
1960년 나이지리아 독립 이래로 하우사족은 나이지리아 정치권에서 정치·문화적으로 중요한 위치를 차지하고 있다. 니제르에서는 인구의 절반 가량을 차지하는 최대 민족이다. 이외에 코트디부아르, 수단, 카메룬 등에 상당한 인구가 거주한다.

## 같이 보기
- 하우사어
- 하우사 왕국